# Mike Easley
Mike Easley, właśc. Michael Francis Easley (ur. 23 marca 1950) – amerykański polityk związany z Partią Demokratyczną, który w latach 2001–2009 pełnił urząd gubernatora stanu Karolina Północna.

## Pochodzenie i edukacja
Urodzony w Rocky Mount w Karolinie Północnej Easley został wychowany w rodzinie katolickiej (stan jest w przeważającej większości protestancki). Jego ojciec był właścicielem jednego z dwóch największych magazynów tytoniu w okolicy. Jak i jego rodzice jest katolikiem.
Easley ukończył nauki polityczne na Uniwersytecie Karoliny Północnej w Chapel Hill w 1972 oraz prawo na North Carolina Central University Law School, gdzie uzyskał tytuł doktora praw (ang. jurist doctor) w 1976.

## Kariera przed wyborem na gubernatora
W latach 1982–1990 Easley zajmował swoje pierwsze publiczne i wyborcze stanowisko, kiedy pełnił funkcję prokuratora 13. okręgu stanu, który obejmował następujące hrabstwa: Brunswick, Bladen oraz Columbus. Tak jak i obecnie związany był wtedy z Partią Demokratyczną.
W roku 1992 wybrano go prokuratorem generalnym Karoliny Północnej przy gubernatorze Jimie Huncie. Urząd ten piastował dwie (1993–2001) kadencje.

## Gubernator
Po raz pierwszy wybrano go w roku 2000, kiedy pokonał swego republikańskiego kontrkandydata Richarda Vinroota, byłego burmistrza Charlotte.
Wybrano go ponownie w roku 2004, kiedy jego oponentem był stanowy legislator Patrick Ballantine. Uzyskał wtedy przytłaczającą przewagę głosów. Warto zwrócić uwagę, iż zarówno w 2000, jak i 2004 w Karolinie Północnej wybory prezydenckie wygrywał republikanin George W. Bush (choć kandydatem demokratów na wiceprezydenta w 2004 był senator z tego stanu John Edwards).
Urząd 73. gubernatora stanu zajmuje więc od stycznia 2001, przy czym zaprzysiężono go ponownie 15 stycznia 2005, na kadencję kończącą się w 2009. Zgodnie z prawem nie będzie się mógł ubiegać o trzecią.
Jako gubernator Easley przykłada dużą wagę do edukacji, przy czym często otrzymuje poparcie obu głównych partii (Izbę Reprezentantów i Senat stanowy kontrolują demokraci). Pod koniec roku 2005 zasłynął tym, że pod jego rządami wykonano tysięczny wyrok śmierci w Stanach Zjednoczonych od 1977.

## Potencjalny kandydat na prezydenta
Easley często był wymieniany jest jako potencjalny kandydat do nominacji demokratów na urząd prezydenta Stanów Zjednoczonych. W opinii ekspertów przemawiała za nim jego popularność w „czerwonym” (to znaczy głosującym zazwyczaj na republikanów; taki też jest oficjalny kolor tej partii) stanie, którego jest gubernatorem, oraz umiarkowane poglądy. Podobnie mówiło się o gubernatorze sąsiedniego Tennessee Philu Bredesenie.